# Розпутенко Іван Васильович
Розпутенко Іван Васильович (17 березня 1952, село Ставки, Радомишльський район, Житомирська область — 9 вересня 2019, місто Київ) — доктор наук з державного управління, професор, Заслужений й діяч науки і техніки України., економіст та викладач

## Біографія
Народився 17 березня 1952 р. у с. Леніне (нині с. Ставки) Радомишльського району Житомирської області Професію економіста , викладача здобув у Київському державному університеті імені Тараса Шевченка (нині Київський національний університет ім. Т. Г Шевченка)
Трудову діяльність розпочав у Інституті економіки АН УРСР(1981-1985 р.р.) на посаді молодшого наукового співробітника.
Далі — науково-дослідна та науково-педагогічна діяльність на посадах старший науковий співробітник в Науково-дослідному інституті планування і прогнозування при Держплані СРСР (1985–1987 рр.), старшого викладача Інституту управління народним господарством Ради Міністрів УРСР (1987–1992 рр.).
27 років присвятив роботі в Національній академії державного управління при Президентові України і був серед тих, хто стояв біля витоків вітчизняної освітньо-наукової галузі «Державне управління». 1992–1995 рр. — завідувач кафедри економіки і фінансів в Інституті державного управління і самоврядування при Кабінеті Міністрів України.
Зі створенням у 1995 р. Української Академії державного управління при Президентові України і до 2000 р. — завідувач кафедри економічної політики.
2000-2006 р.р. — проректор Національної академії державного управління при Президентові України — директор Інституту підвищення кваліфікації керівних кадрів,  2006-2014 р.р. — завідувач кафедри економічної політики Національної академії державного управління при Президентові України.
2016 -2017 р.р. — професор кафедри управління національним господарством та економічної політики.
2017–2018 р.р. — директор Інституту публічного управлення та адміністрування Національної академії державного управління при Президентові України.

## Науково-педагогічна діяльність
У 1982 р. в Інституті економіки Академії наук УРСР захистив кандидатську дисертацію на тему «Розвиток аграрно-економічної думки в період соціалістичної реконструкції народного господарства (1926—1933 рр.)» і здобув науковий ступінь кандидата економічних наук.
У 1995 р. присвоєно вчене звання доцента.
У 1999 р. в Українській Академії державного управління при Президентові України захистив докторську дисертацію «Управління державними видатками в перехідних економіках» та отримав науковий ступінь доктора наук з державного управління. У 2001 р. присвоєно звання професора.
У 2009 р. присвоєно почесне звання заслуженого діяча науки і техніки України .
Як провідний науковець і видатний педагог підготував 36 кандидатів наук і 13 докторів наук.
Результати наукових досліджень є вагомим внеском не лише в теорію, а й у практику державного управління. На окрему увагу заслуговують праці, опубліковані в період відновлення незалежності України, коли із завзяттям поринув у дослідження підвалин економічної системи держави та обґрунтування шляхів її розбудови в нових історичних реаліях.
Так, напередодні проголошення незалежності України провів розрахунки щодо виробництва основних видів промислової та сільськогосподарської продукції на душу населення в Україні і низці передових держав світу, які (розрахунки) засвідчили потужний потенціал для розвитку нової держави — України (Іван Розпутенко. Обережно: стереотипи! Сучасність (Нью-Арк, Нью-Джерзі, США,) 1991, Березень Ч. 3 (359). С. 95–102 Ч. 3 (359). С. 95–102). Порівняння на основі цих розрахунків згодом поширилися через листівки і мали неабиякий резонанс напередодні референдуму і виборів першого Президента України (1991 р.). .
Задовго до відновлення незалежності України і введення в обіг гривні як національної валюти(1996 р.) одним з перших підняв питання про необхідність запровадження української валюти — гривні (Іван Розпутенко. До національної валюти. Рабочее слово. 1990, 25 верес.; Іван Розпутенко. Крок до власної валюти. Вісті з України. 1990. № 47; Іван Розпутенко. Чи повернеться гривня? Вечір. Київ. 1990. 2 лип.; Іван Розпутенко. Національні гроші: самоціль чи засіб? Вісті з України. 1990. № 35; Ivan Rozputenko. Will the Hryvnia returnto Ukraine? Ukraine. 1991. № 3; Іван Розпутенко. Гривня замість «рубля». Україна-Бізнес. 1991. 19 січ.; Іван Розпутенко. Українські гроші: за і проти. Народне слово. 1991. 27 берез.; Розпутенко. «Рубль» нас не врятує. Вісті з України. 1991. № 10).
Ще у 1990 р. разом з науковцями Київського інституту народного господарства (А. Павленком, М. Савлуком, В. Андрійчуком, О. Савченком та С. Оксаничем) було підготовлено альтернативний проект Закону УРСР "Про економічну самостійність Української РСР (Літературна Україна, 1990, 1 лют.).
За роки роботи в Національній академії державного управління при Президентові України брав участь у підготовці тисяч магістрів державного управління, багато з яких згодом займали провідні позиції в системі державної влади (народні депутати, голови та депутати обласних і районних рад) і державного управління (міністри, державні секретарі та ін.). Його викладацька діяльність, як і наукова, завжди спиралася на принцип трьох «п»: патріотизм, професіоналізм, порядність (І. Розпутенко. До Концепції розвитку Національної академії державного управління на 2006—2010 рр. Право України. 2006. № 5. С. 115—119).
Ще задовго до подій 2014 р. почав досліджувати геоекономічні тренди розвитку людства та обстоювати для України необхідність реалізації власної гео-економічної політики [Архівовано 20 квітня 2021 у Wayback Machine.]. У 2012 р. в науковій розробці «Геоекономічна політика України» передрікав Україні роль важливого геостратегічного майданчика.

## Співпраця з міжнародними організаціями
Очолював Спільний економічний навчальний центр, створений у 1994 році Інститутом економічного розвитку Світового банку та Інститутом державного управлінні і місцевого самоврядування при Кабінеті Міністрів України. Центр впроваджував програми з питань економічної політики і фінансового аналізу для молодих державних службовців з колишніх країн Радянського Союзу, Китаю, Камбоджі, В‘єтнаму. Ці програми були складовою навчальних програм Об'єднаного Віденського інституту. Був спів-директором (разом з Баррі Лессером, професором Далхаузького університету, Канада) Канадсько-українсько-балтійської програми економічного розвитку (2001-2004), завдяки якій відбувалось навчання державних службовців України з подальшим стажуванням у країнах Балтії та Канаді.
Проходив стажування у Америці, Канаді, Австрії, Польщі.

## Громадська діяльність
Упродовж багатьох років брав участь у написанні різних, зокрема політичних, програм, пов'язаних з економічною тематикою. У 1989р. на прохання одного з фундаторів Українськоі Гельсінської спілки(УГС) Євгена Пронюка підготував економічну складову програми дій УГС.
Напередодні створення Народного руху України (НРУ) брав активну участь разом з В. Сікорою у написанні економічної частини програми НРУ, а згодом, будучи радником Левка Лук'яненка з економічних питань, брав активну участь у написанні економічної складової програми Української республіканської партії.
Активний учасник трьох революцій, багато років входив до Центрального Проводу і Політичної Ради Народного Руху України. У складний період для партії очолював Апарат Центрального Проводу НРУ, зробив вагомий внесок у розробку Концепції Національних інтересів Україна і модернізацію програми НРУ

## Авторські видання
У науковому доробку понад 350 публікацій різних видів і жанрів, серед яких:
- Вибране. У двох частинах. (Київ 2020). (Видано сім'єю після смерті автора)
- Політичний артикул української культури (Київ 2015)
- Третє тисячоліття — Україна і неоколоніалізм (Київ 2014)
- Геоекономічна політика України в термінах та іменах: словник-довідник [Архівовано 20 квітня 2021 у Wayback Machine.]. (Київ 2011)
- Український конфуз. (Київ 2011)
- Енциклопедія державного управління: у 8 т. Т.1: Теорія державного управління / наук.-ред. колегія: В. М. Князєв (співголова), І. В. Розпутенко (співголова), 2011.(зі значною кількістю одноосібних статей у цьому та інших томах енциклопедії)
- Український «Challenge» (Київ 2010)
- Вижиття українців: сучас. держ. політики. (Київ 2009)
- Забуття українців. (Київ 2008)
- - Державне будівництво «по-українськи». (Київ 2007)
- Українська інтерпретація фінансово-банківських англомовних термінів. Київ 2007. У співавторстві з Павлом Матвієнком)
- Економічне зростання в Україні: проблеми і здобутки. Методичні вказівки. (Київ 2001)
- Управління державними видатками: монографія. (Київ 1998)
- Управління державними видатками в перехідних економіках: монографія.(Київ 1993)

## Сім‘я
Має дружину (Василенко Ніна Федорівна), дочку, сина та онуків[джерело не вказане 1579 днів]